# Licença do Santo Ofício

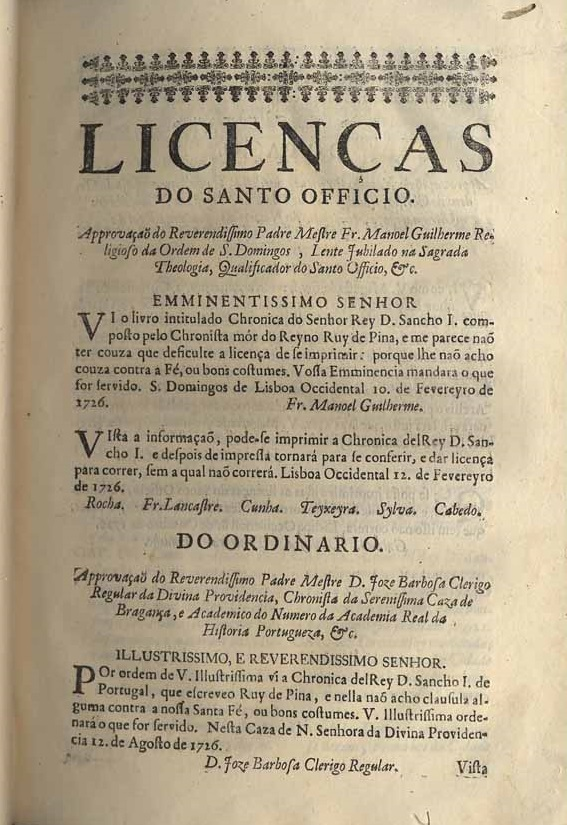
Licenças do Santo Ofício, na Chronica de D. Sancho I de Rui de Pina, na edição de 1727.

No contexto da censura durante a Inquisição, uma licença do Santo Ofício era uma de três licenças exigidas para a publicação de qualquer livro. Existiam três tipos de leitura prévia; a licença do Santo Ofício verificava se determinada obra não divulgava ideias que colocassem em causa os dogmas teológicos; a licença do Paço e a licença do Ordinário verificava se a obra não continham pressupostos contrários às leis civis e a valores morais e eclesiásticos. As licenças eram atribuídas por secretários, notários, frei, padres, inquisidores, validos ou conselheiros e podiam determinar restrições totais ou parciais.